# Brahea calcarea
Brahea calcarea là loài thực vật có hoa thuộc họ Arecaceae. Loài này được Liebm. mô tả khoa học đầu tiên năm 1853.

## Hình ảnh

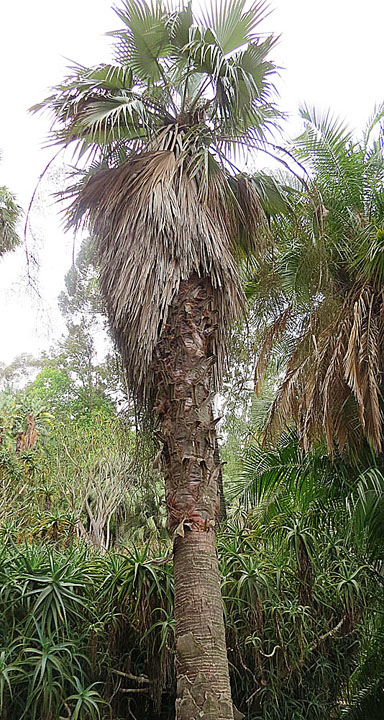